# Fotogrammi d'argento 2012
La 62ª edizione dei Fotogrammi d'argento, assegnati dalla rivista spagnola di cinema Fotogramas, si è svolta il 12 marzo 2012.

## Premi e candidature

### Miglior film spagnolo
- No habrá paz para los malvados, regia di Enrique Urbizu

### Miglior film straniero
- Drive, regia di Nicolas Winding Refn

### Fotogrammi d'onore
- Elías Querejeta

### Miglior attrice cinematografica
- Elena Anaya - La pelle che abito (La piel que habito)
- Marta Etura - Bed Time (Mientras duermes)
- María León - La voz dormida

### Miglior attore cinematografico
- José Coronado - No habrá paz para los malvados
- Antonio Banderas - La pelle che abito (La piel que habito)
- Luis Tosar - Bed Time (Mientras duermes)

### Miglior attrice televisiva
- Inma Cuesta - Águila Roja
- Ana Duato - Cuéntame cómo pasó
- Blanca Suárez - El barco

### Miglior attore televisivo
- Yon González - Grand Hotel - Intrighi e passioni (Gran Hotel)
- Mario Casas - El barco
- David Janer - Águila Roja

### Miglior attrice teatrale
- Amparo Baró - Agosto (Condado de Osage)
- Natalia Millán - Cinco horas con Mario
- Concha Velasco - Concha (Yo lo que quiero es bailar)

### Miglior attore teatrale
- Paco León - The Hole
- Héctor Alterio - La sonrisa etrusca
- Viggo Mortensen - Purgatorio

### Interprete più ricercato su www.fotogramas.es
- Blanca Suárez
- Inma Cuesta
- Maxi Iglesias